# Невидимость
Неви́димость — невозможность по каким-либо причинам полностью или частично видеть объект в произвольном диапазоне электромагнитных волн.
В бытовом смысле обычно подразумевают оптический диапазон (видимость человеческим зрением), однако, например, самолёты «Стелс» почти полностью невидимы в радиодиапазоне, в то время как оптически самолёт виден.
В последнее время появились предпосылки для создания приспособлений (точнее, материалов), скрывающих (то есть, делающих невидимым) объект, правда, пока в узком диапазоне оптических волн. При этом теоретических ограничений для создания полной «шапки-невидимки» нет, более того — существование таких материалов сведено к математической проблеме, из которой следуют некоторые интересные результаты.

## Научные исследования
Состояния невидимости пытаются добиться путём создания оптического камуфляжа. Так, в 2003 году студенты Токийского университета провели эксперимент, совместив камеру и проектор в плаще. Снятое за спиной видео проецируется на грудь, из-за чего носитель плаща становится полупрозрачным. Значительно продвинулись в подобных исследованиях американцы. В 2006 году команда из Школы инженерии Пратта при Университете Дьюка в Северной Каролине сделали невидимым в двух измерениях медный цилиндр, окружив его кольцами из стекловолокна и микроскопической проволоки. В 2008 году группа из Калифорнийского университета Беркли добилась трёхмерной невидимости, создав сетку из серебряных микроволокон, не отражающую и не поглощающую световые лучи. В результате глазом воспринимался лишь свет от объектов, находящихся позади закамуфлированного предмета. Подобная технология может в будущем привести к созданию ныне фантастической атрибутики — плащей-невидимок.

## Невидимость в искусстве
Сальваторе Гарау превратил свою собственную подпись в произведение искусства, выставив на аукцион лист A4, подписанный им. Во время аукциона Art-Rite в Милане в 2021 году, Davanti a te (2021) от Сальваторе Гарау, подписанный лист бумаги, был продан за 27 120 евро, вместе со сборами аукциона.

## Отражение в культуре
См. также: Категория:Персонажи со способностью невидимости

### Кинематограф
- 1900 — «Озадаченный Шерлок Холмс» (США) режиссёра Артура Марвина.
- 1913 — «A Message from Mars» (Великобритания).
- Экранизации романа Г. Уэллса «Человек-невидимка»
- 1956 — «Запретная планета» (США) режиссёра Фреда Маклауда Уилкокса.
- 1973 — мультфильм «Шапка-невидимка» (СССР) режиссёра Юрия Прыткова.
- 1987-2018 — также маскировочное устройство присутствует у Хищников, но оно не делает их полностью невидимыми.
- 1989 — «Светлая личность» (СССР) режиссёра Александра Павловского.
- 1992 — «Исповедь невидимки» (США) режиссёра Джона Карпентера по мотивам одноимённого романа Х. Ф. Сейнта (1987).
- 2000 — «Невидимка» (США, Германия) режиссёра Пола Верховена.
- 2000 — телесериал «Человек-невидимка» (США) Мэтта Гринберга.
- 2001 — «Гарри Поттер и философский камень» (США, Великобритания) режиссёра Криса Коламбуса по сценарию Стива Кловиса.
- 2001-03 — экранизация «Властелина Колец» (США, Новая Зеландия) режиссёра Питера Джексона.
- 2002 — в фильме «Умри, но не сейчас» (США, Великобритания) агент 007 владеет автомобилем Aston Martin Vanquish, оборудованный средствами адаптивного камуфляжа.
- 2003 — «Лига выдающихся джентльменов» (США) режиссёра Стивена Норрингтона снят по первому тому одноимённой серии комиксов.
- 2004 — в мультфильме «Суперсемейка» (США) способностью к невидимости обладает Виоллета «Фиалка» Парр.
- 2005 — в мультсериале «Покойо» в серии «Покойо-невидимка» (Великобритания, Испания) главный герой находит дезинтегрирующий пульт, вследствие чего сам превращается в невидимку.
- 2005 — «Фантастическая четвёрка» (США) режиссёра Тима Стори, киноадаптация одноимённого комикса. Героиня Сьюзан Шторм / Невидимая Леди.
  - 2007 — «Фантастическая четвёрка: Вторжение Серебряного сёрфера» (США) режиссёра Тима Стори.
  - 2015 — «Фантастическая четвёрка» (США) режиссёра Джоша Транка.
- 2007 — «Невидимый» (США, Канада) режиссёра Дэвида Гойера.
- 2009 — в фильме «Бросок кобры» (США, Чехия) агент G.I.Joe Скарлет демонстрирует костюм — камуфляж для визуального слияния с фоном.
- 2009-13 — в сериале «Отбросы» (Великобритания) Саймон Беллами (Иван Реон) получил способность становится невидимым
- 2016  — «Невидимый» (Канада) режиссёра Джоффа Реднапа.

### Компьютерные игры
Принцип частичной или полной невидимости получил теоретическое научное обоснование и широко практикуется как свойство персонажей и юнитов практически во всех типах видеоигр: стратегиях, ролевых играх, шутерах от первого лица, экшенах:
- 2004 — World of Warcraft: Некоторые классы предоставляют возможность находиться в «Невидимости». К ним относятся друид (в облике кошки способность Крадущийся Зверь[5]), разбойник (способность Незаметность[6]). Ночные Эльфы имеют расовую способность слиться с тенью[7], которая дает возможность находиться в незаметности при неподвижности героя. Охотники имеют способность Камуфляж[8], которая даёт незаметность при неподвижности героя.
- 2007 — Team Fortress 2: способность класса Шпион.
- 2007 — В серии игр Crysis[1] главный персонаж обладает режимом «Невидимость», который его делает почти невидимым.

### Музыка
- 1985 — Невидимка (альбом) рок-группы Наутилус Помпилиус.
- 1989 — песня The Invisible Man британской рок-группы Queen